# Думбуле
Думбуле (Dumbulė) — село у Литві, Расейняйський район, Шилувське староство, знаходиться за 5 км від села Шилува. 2001 року в селі проживало 12 людей. Неподалік розташовані села Ґірінайчяй та Катаускай.

## Принагідно
- Вікімапія

| Литва | Це незавершена стаття з географії Литви. Ви можете допомогти проєкту, виправивши або дописавши її. |